# Medynskij rajon
Il Medynskij rajon (in russo Медынский район?) è un rajon dell'Oblast' di Kaluga, nella Russia europea; il capoluogo è Medyn'. Istituito nel 1929, ricopre una superficie di 1.148 chilometri quadrati.